# Gerhard Holup

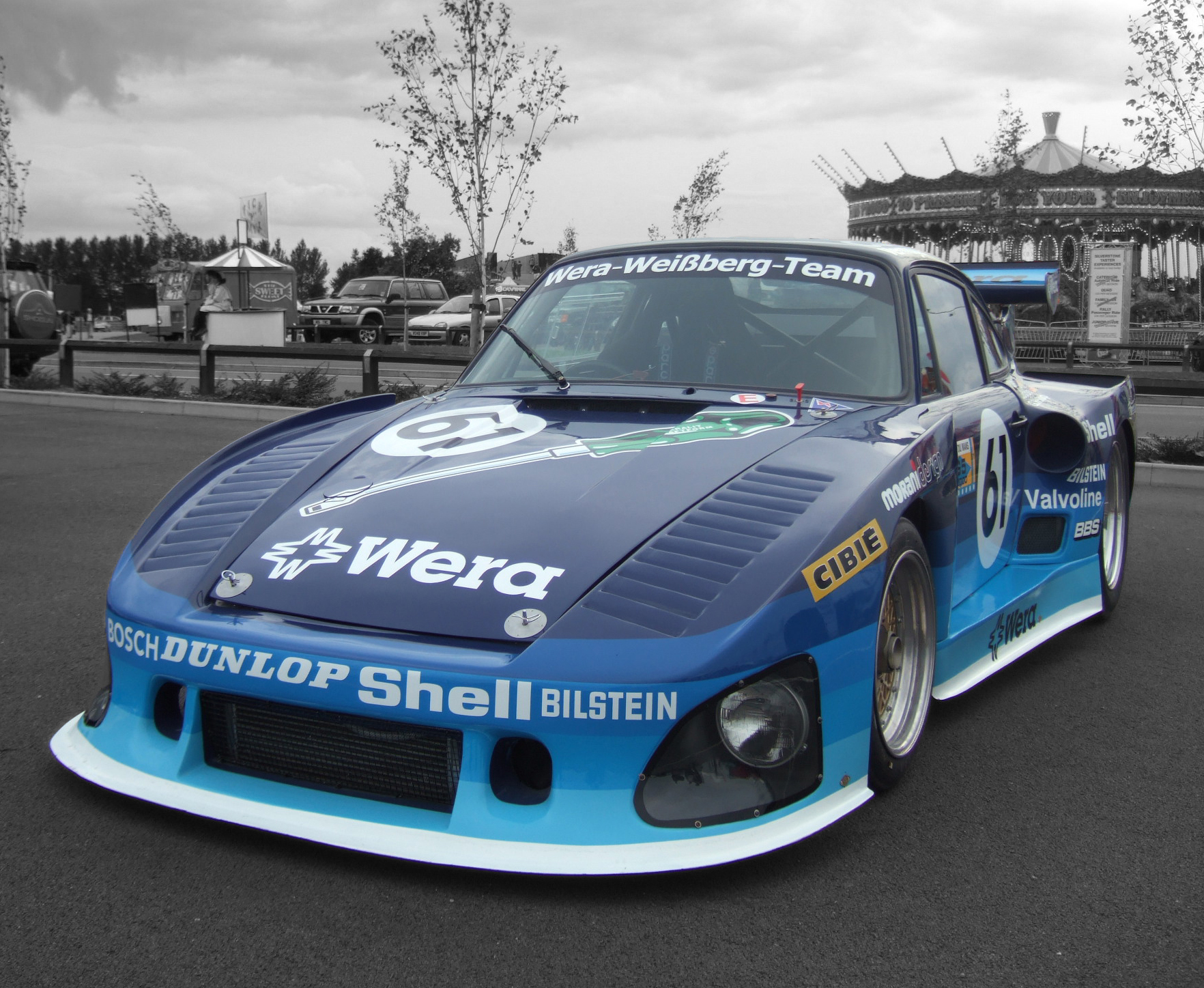
Der Porsche 935K3, mit dem Gerhard Holup in der Sportwagen-Weltmeisterschaft 1981 am Start war

Gerhard Holup (* 10. Dezember 1928; † 2. März 2012 in Kaarst) war ein deutscher Autorennfahrer.

## Karriere
Gerhard Holup startete seine Rennfahrerkarriere 1972 im Deutschen Automobil-Rundstrecken-Pokal (DARM) auf einem Porsche 911. In den folgenden beiden Jahren sammelte er dort und auch in verschiedenen GT-Einzelrennen weitere Erfahrungen im Tourenwagenmotorsport und beendete einige Rennen mit dem zweiten und dritten Gesamtplatz.
1975 wechselte er auf einen Porsche 911 Carrera RSR und bestritt mit Anton Stocks sein erstes Langstreckenrennen in der Sportwagen-Weltmeisterschaft beim 1000-km-Rennen am Nürburgring, das beide mit dem 19. Platz beendeten.
Ein Jahr später fuhr er für das Kremer Racing Team mit einem Porsche 934 in der 1. Division der Deutschen Rennsport-Meisterschaft (DRM).
Von 1977 bis 1979 startete er mit dem Porsche 934 des Max Moritz Teams in der Sportwagen-Weltmeisterschaft. Dort konnte er beim 1000-km-Rennen auf dem Nürburgring 1979 zusammen mit Jürgen Lässig und Hermann-Peter Duge den 7. Platz und seinen ersten Klassensieg erringen. Seinen ersten Gesamtsieg feierte er beim GT-Rennen in Zolder für Gruppe 3 und 4 Rennwagen.
1980 wechselte er in das Weralit-Elora-Racing-Team, mit dem er auf einem Porsche 935 K3 in der Sportwagen-Weltmeisterschaft antrat. 1981 konnte er mit dem Sieg beim 1000-km-Rennen vom Monza einen seiner größten Rennerfolge feiern.
1978 startete Holup erstmals beim 24-Stunden-Rennen von Le Mans. Dort mussten er, Edgar Dören, Hervé Poulain und Romain Feitler wegen eines Getriebeschadens am Wagen das Rennen vorzeitig aufgeben.
Sein letztes Rennen in Le Mans fuhr er mit Edgar Dören und Jürgen Lässig 1981 auf einem Porsche 935 K3, das sie nach 45 Runden mit Motorschaden nicht beenden konnten.
1988 gelang ihm im Alter von fast 60 Jahren und somit als ältestem Sieger in der ewigen Bestenliste gemeinsam mit seinen Fahrerkollegen Edgar Dören und Peter Faubel beim 24-Stunden-Rennen auf dem Nürburgring ein Überraschungssieg mit vier Runden Vorsprung, als sie mit einem über zehn Jahre alten Porsche 911 Carrera RSR 3.0 auf den ersten Platz fuhren.
Er starb im März 2012.

## Statistik

### Le-Mans-Ergebnisse
| Jahr | Team                | Fahrzeug       | Teamkollege | Teamkollege   | Teamkollege    | Platzierung | Ausfallgrund    |
| ---- | ------------------- | -------------- | ----------- | ------------- | -------------- | ----------- | --------------- |
| 1978 | Hervé Poulain       | Porsche 934    | Edgar Dören | Hervé Poulain | Romain Feitler | Ausfall     | Getriebeschaden |
| 1981 | Weralit Racing Team | Porsche 935 K3 | Edgar Dören | Jürgen Lässig |                | Ausfall     | Motorschaden    |